# Геновер (округа)
Геновер (англ. Hanover Parish, ям. креол Anuova Parish) — округа (парафія), розташована в північно-західній частині острова Ямайка. Входить до складу неофіційного графства Корнвол. На півдні межує з округою Вестморленд, на сході — з округою Сент-Джеймс. Найменша, після Кінгстона, округа (парафія) на острові.
Столиця — містечко Лусеа.

## Географія
Округа являє собою гірську прибережну місцевість з невеликими річками. Найвища точка округи — гора Голова Дельфіна (англ. Dolphin's Head) слугує орієнтиром для морських суден.
Адміністративний центр округи — містечко Лусеа має гарну гавань, здатну приймати великі морські судна. Грин-Айсленд — це невеликий судноплавний порт.
Чудові пляжі Геновера мають значні можливості для розширення туристичної галузі. Основним туристичним курортом округи є поселення Гопвел, розташоване приблизно за 24 км на схід від Лусеи.

## Промисловість
Геновер славиться чудовими породами великої рогатої худоби, які тут розводять.
Тут займаються вирощуванням бананів, імбиру, ямсу, еровруту, виробництвом цукру і рому.

## Персоналії
- Бустаманте Александр — один з семи Національних Героїв Ямайки (1969).